# メル・テイラー
メル・テイラー（Mel Taylor、1933年9月24日 - 1996年8月11日）は、ザ・ベンチャーズに在籍していたドラマーである。アメリカ合衆国、ニューヨーク州ブルックリン出身。

## 略歴
キャンド・ヒートのベーシスト、ラリー・テイラーは実弟で、後にザ・ベンチャーズのレコーディングにも参加している。
家族や親族に楽器を演奏できる人が多く、子供の頃からジャズやカントリーミュージックなど、恵まれた音楽環境の中育つ。5歳の頃、テネシー州ジョンソンシティの父の生家に移る（後に一家で移住）。そこでのマーチングドラムに参加していた頃、ラジオで聴いていた様々な音楽、そして彼にとっての「ドラムヒーロー」であるジーン・クルーパなどのドラムに心酔して行く。これが彼のドラマーとして、1人の音楽家としてのキャリアに多大な影響を与えることに。
一時海軍航空部隊に入隊し、そこでもマーチングドラムを演奏するが、除隊後はロサンゼルスの製肉店などで働きながらナイトクラブなどでドラムを演奏し、腕前を高めていく。そして音楽で身を立てることを決意し、様々なセッションを重ねていく内に、エド・サリバン・ショーへの出演やノーキー・エドワーズも参加していたバック・オウエンスとのセッション、ハーブ・アルパート&ティファナブラスがリリースしたヒット・シングルで後にベンチャーズもレパートリーに取り上げることになる「悲しき闘牛」のレコーディングに参加するなど、プロドラマーとしてのキャリアを重ねて行く。
1962年、メルは当時ロサンゼルスでも名の知られたクラブ「パロミノ・クラブ」のハウスドラマーとして活動していた。ある夜、偶然ハリウッドでのテレビ収録を終えたノーキー・エドワーズとドン・ウィルソン、ボブ・ボーグルが1杯呑みにやって来た。そこでメルが「1曲演奏してくれないか？」と頼んだところ、当時ホーウィー・ジョンソンが交通事故に遭って脱退していたため（収録はサポートメンバーが参加していた）、演奏出来ないという。そこでメルが名乗りを上げた。セッションはことのほか上手く行き、後にザ・ベンチャーズへの参加が舞い込んだ、そしてザ・ベンチャーズの栄光のメンバーがここに揃う。
日本にエレキブームをもたらしたザ・ベンチャーズであったが、メルの心の中では自身の音楽性を突き詰めてみたい、ザ・ベンチャーズではできないことに挑戦してみたいという願いがくすぶっていた。1960年代から何枚かソロ・アルバムをリリースしてはいたが、その気持ちがいよいよ強まり、1973年にいよいよザ・ベンチャーズを脱退することになった。そして同時に自らの音楽を極めるために新たなパートナーを見つけることにし、ノーキーの復帰によって一時ザ・ベンチャーズを離れていたジェリー・マギー、そしてジョン・ダリル、ボブ・スポルディング、ビル・リンカーンらと「メル・テイラー&ザ・ダイナミックス」を結成、R&Bなどザ・ベンチャーズにはなかったサウンドを内包したアルバムをリリースし、来日公演も行ったが、思った様な評価を得ることはできなかった。ザ・ダイナミックス解散後はA&Rマンとして音楽業界の裏方に回ったり、スーパーマーケットの店員として働きながら細々と音楽活動を続けていた。
そして1978年、メルの後任として加入していたジョー・バリルがコカインの不法所持で逮捕、バンドから解雇された事に伴い、ザ・ベンチャーズ直々に復帰してほしいと要請があり了承、再びザ・ベンチャーズへ参加することになる。
1996年の日本ツアー中、メルは突然体調不良を訴え、名古屋公演が終わった直後、緊急検査で肺癌が発覚、急遽帰国を余儀なくされ、それから僅か10日後に他界。この悲報は日本のファンへすぐ伝わり、没後のコンサート会場はファンの記帳所や献花台が設けられた。メルが他界した事を受け残りのツアーは、元ブルージンズの竹田尚司、元ザ・ナックのドラマーブルース・ゲイリーが参加する事で切り抜けた。そして同年9月26日、中野サンプラザ追悼公演に特別参加したメルの息子、リオンが後任ドラマーとして参加することが正式発表された。
1962年の加入以来、ザ・ベンチャーズのビート・キーパーとして絶大な人気を誇り、また作曲家、アレンジャーとしても大いに才能を発揮したメル・テイラーに影響を受けた人は数知れず、没後から二十年を過ぎた今もなお、憧れの存在としてザ・ベンチャーズの歴史に名を刻んでいる。

## 音楽性
彼のドラムスタイルは前述のように、ジーン・クルーパの影響が大きい。「キャラバン」のドラムソロの途中でベースの弦をドラムスティックで叩く"スティック・オン・ベース"を披露するアイデアも、元々ジーン・クルーパが「The Big Noise From Winnetka」という曲でウッドベースの弦をスティックで叩いていたことを元に、ボブ・ボーグルとアイデアを出し合った物だと生前のインタビューでボブ共々語っていた。
1960年代末からドラムセットが2バスドラムに代わるが、あまりドコドコと鳴らすことはなく、時折「朝日のあたる家」で三連譜で鳴らすか、ドラムソロの途中で鳴らす程度である。これはルイ・ベルソンの影響であるとも語っていた。
フィルインはあまり無闇に叩くことはなく、多点セットに変わってからもスネアドラムを中心に叩くことが多い。息子であるリオンがザ・ベンチャーズ加入後に語ったインタビューによると「"トゥラッパ"というフィルインが多かった」と語っていることからも、スネアドラムでリードギターのメロディを妨げることなく、メリハリを付けるフィルインを多用していたことが窺える。

## 機材
初期のドラムセットは主にグレッチ製を使用していた。バスドラム、スネアドラム、タムタム、フロアタムがそれぞれ一つずつ、シンバルはライド・シンバルとハイハットのみという、シンプル極まりないセットであった。曲中、シンバルの叩き方を変えて様々な効果を得ていたことが映像で確認できる。
1970年代からは長らくラディック製の2バスセットを使用する。彼はアタックを強調したパーカッシブな音が好みだった様で、全てのタムタムとバスドラムが、ヘッドを打面のみ張ったシングルヘッドにしていた。口径はスネアドラム14"、タムタムが8"、10"、12"、13"、フロアタムが14"、16"、バスドラムが20"×2台。これが以降の基本的な使用となる。その後、ザ・ベンチャーズ復帰以降Pearlのドラムセットを使用し始めている(ツアー年度によっては楽器リースの関係から、YAMAHA製(1970年来日時)やTAMA製のドラムを使用していた事が確認されている)。1979年に復帰した来日公演時はグラスファイバー製シェルのドラムセットを使用していた。これには一番小さい物で6"口径のタムタムまでセットされていた。1980年代末にはこれにエレクトリックドラムが加わる。タムタムの上に3つセットされ、ドラムソロやフィルインの際に彩りを付ける役割を果たしていた。主に使用していたのはヤマハがメインだったが、時折SIMMONSを使うことがあった。晩年は発売間もないRolandの"V-Drums"パッドを使用していた。
最晩年はdwのセットを使用していたが、このセットになってシングルヘッドを止め、ボトム側のヘッドを張ったドラムを使用していた。またドラムラック(パール製)にシンバルやタム類を全て固定していたのが特徴だった。またスネアドラムは、カノウプスがメルと共同開発したメル・テイラー・シグネイチャー・モデルを使用していた。メイプル・シェルの、オールドグレッチのトーンを意識した造りとなっており、プロのドラマーにも愛用者は多い。なお1997年の日本公演では、息子のリオンが生前メルが愛用していたdwのドラムを使っている。
シンバルはA・ジルジャンを一貫して使用。晩年のセッティングはライドシンバル、ハイハットの他クラッシュシンバルが3枚というものであった。前述の通り最初期は、ハイハットとライドシンバルのみというセッティングだったため、ライドシンバルをクラッシュシンバルとして鳴らすなど、曲にアクセントをつけていた。
スティックは晩年にカノウプスからメル・テイラーモデルのスティックが開発され、それを使用していた。蛍光塗料を塗ったスティックも使用していた。グリップはほとんどレギュラーグリップで、「アパッチ」を演奏する際にはマッチドグリップに持ち替え、さらに左手はスティックのチップ側を持って叩くことにより、一味違う面を加えていた（更に同曲ではスネアドラムのスナッピーを緩めている）。

## ディスコグラフィ

### アルバム
- 『イン・アクション』 - In Action! (1966年、Warner Brothers 1624) ※メル・テイラー・アンド・ザ・マジックス名義。日本では1966年3月に『ドラムズ・ア・ゴーゴー』（BP-7461）、1968年12月に『ドラムの王者』（BP-8547）のタイトルで東芝音楽工業より（曲順を大幅に変更）、1996年逝去時にはボーナス・トラック4曲(Young Man,Old Man/I've Got My Love To Keep Me Warm/Bang Bang Rhythm/Spanish Armada)が収録され、山下達郎氏、宮治淳一氏の解説を加えてワーナーよりCDリリース（WPCR-936）。2013年再発盤はボーナス・トラックなし（WPCR-27820）。
- 『007ジェームズ・ボンド映画主題歌曲集』 - 007 (1972年、徳間音楽工業Dan Records VC-7501)
- 『太陽・海・愛』 - Sand, Sea and Love (1972年、徳間音楽工業Dan Records VC-7503) ※メル・テイラー・ダイナマイト名義
- 『メル・テイラー・イン・ジャパン』 - In Japan (1973年、徳間音楽工業Dan Records VC-7506)
- 『ロール・オーバー・ベートーヴェン』 - Roll Over Beethoven (1973年、徳間音楽工業Dan Records VC-7510) ※メル・テイラーとザ・ダイナミックス名義。2000年6月にジャケットを変更し、CDリリース（2000年、M & I Records MYCV-30048）。
- 『Live in Japan '73～メル・テイラー追悼盤』 - Live in Japan '73 (1997年、Bad News Records BNCY29) ※メル・テイラー&ザ・ダイナミックス名義
- 『ザ・ベリー・ベスト・オブ・メル・テイラー』 - The Very Best Of Mel Taylor (2002年、M & I Records MYCV-30141) ※コンピレーション

### シングル
- Big Band Pogo/Drumstick（Rendevous 187） - 1962年？
- That's It/Drum Fever（Toppa 1054） - 1962年？
- Watermelon Man/Skokian（Warner Brothers 5675） - 1965年
- Young Man,Old Man/I've Got My Love To Keep Me Warm（Warner Brothers 5690） - 1966年
- Bang Bang Rhythm/Spanish Armada（Warner Brothers 5839） - 1966年 ※日本ではA面とB面の順番を入れ替えて発売（東芝音楽工業BR-1583）
- Diamonds Are Forever/Bondolero（Avalanche 36008） - 1972年（徳間DAN VA-5)
- Magic Night/Sand,Sea and Love - 1972年 ※日本のみ発売（徳間DAN VA-11）